# Pinacoplus didymogramma
Pinacoplus didymogramma är en fjärilsart som beskrevs av Nicolas Grigorevich Erschoff 1874. Pinacoplus didymogramma ingår i släktet Pinacoplus och familjen nattflyn. Inga underarter finns listade i Catalogue of Life.